# Guest house
Una guest house (lett. "casa per ospiti" in inglese) è una abitazione o parte di abitazione privata che è stata convertita per l'uso esclusivo della sistemazione di ospiti. Il proprietario vive solitamente in una zona separata all'interno della proprietà. La guest house è una forma d'alloggio simile al bed & breakfast.

## Nel mondo
A seconda del paese in cui si trova, una guest house può assumere diversi aspetti. Negli USA, ad esempio, è associata come struttura atta ad ospitare studenti nei campus universitari e, quando gestito da privati, come struttura per accogliere turisti.
In Giappone il termine è usato in alternativa al più tradizionale Ryokan.
Le guest houses si trovano quasi ovunque in paesi come Gran Bretagna, Irlanda, Australia, in case di città ed in fattorie di campagna. Alcune si compongono di appena una stanza, mentre altre ne possono avere più di dieci. Qualunque sia la dimensione, sono spesso più comode ed invitanti delle comuni stanze d'albergo.

### In Italia
La guest house in Italia può essere vista come una via di mezzo tra la pensione ed il bed and breakfast: si tratta di una struttura dedicata interamente ai turisti, molto simile ai B&B per quel che riguarda il trattamento di pernottamento e di prima colazione. La qualità della struttura ricettiva è assai varia.

## Sistemazione
La formula in Guest House include sistemazione in camera singola con prima colazione.
Per lo più si tratta di una casa che mette a disposizione stanze o letti per i turisti, spesso a prezzi inferiori rispetto ad un hotel. Il fatto di stare in famiglia aiuta a conoscere la gente del posto, e spesso il padrone di casa offre pasti con cucina tipica locale.

## Documentazione necessaria
Normalmente per aprire una guest house in Italia ci si affida alle stesse regole dei B&B. È, quindi, sufficiente comunicare l'inizio dell'attività e i relativi prezzi presso l'ufficio turistico di appartenenza (presso il comune o l'APT), senza bisogno di aprire la partita IVA, essendo sufficiente il codice fiscale del titolare.